# Zrzeszenie (branżowe)
Zrzeszenie – nazwa organu zarządzania daną branżą przemysłu lub usług w końcowym okresie PRL (1981–1990).
Zrzeszenie było formą dobrowolną, w praktyce jednak większość zrzeszeń pokryła się z wcześniejszymi zjednoczeniami.
Po wyzwoleniu, w okresie gospodarki centralnie sterowanej, ewoluowały formy i nazwy organów zarządzania poszczególnymi branżami.

## Chronologia
- 1981 – przekształcenie dotychczasowych zjednoczeń na zrzeszenia[1]
- 1990 – początek procesu prywatyzacji zrzeszeń i podległych im przedsiębiorstw[2].

Funkcjonowały zrzeszenia ogólnokrajowe (np. branż przemysłowych, budownictwa specjalistycznego, biur projektów) oraz regionalne i wojewódzkie (np. PGR, budownictwa komunalnego). Większość zrzeszeń produkcyjnych dysponowała własnymi podmiotami krajowej dystrybucji produkowanych wyrobów, cały szereg z nich, również własnymi przedsiębiorstwami handlu zagranicznego.
Obecnie nie istnieje już żadne z dawnych zrzeszeń, funkcjonują jednak firmy, które z powodów marketingowych zachowały logo lub nazwę danego zrzeszenia. Wyjątkiem jest zrzeszenie Bumar, które nie zostało zlikwidowane, lecz przekształcone w grupę kapitałową.